# Сасон
Сасон (тур. Sason, арм. Սասուն) — город и район в провинции Батман (Турция).

## История
В составе Османской империи Сасон был часть санджака Сиирт вилайета Диярбакыр, потом был передан в вилайет Битлис и стал частью санджака Муш. Коренное население города — армяне, составляющие большую часть населения района до 1915 года, были убиты во время Геноцида армян. После образования Турецкой республики район был в 1927 году передан в провинцию Сиирт, с 1993 года — в составе провинции Батман.